# Casa fortificada de los Brusca y Creixell
La casa fortificada de los Brusca y Creixell es la residencia que se hizo construir el señor de En Brusca en las posesiones que le donó el rey D. Jaime I tras la reconquista de Morella. 

## Historia
Tras la Reconquista de Morella en el siglo XIII por Don Blasco de Alagón para el Rey Jaume I, la Vega del Moll, la más fértil de todo el término morellano, fue donada como premio a la familia de En Guillem Brusca, quien había acompañado a Don Jaime en la conquista de la ciudad. A su vez se les conceden los señoríos de Pauls, Tirig, Albolcacer y Ortells. Todos ellos en Castellón
Los señores de En Brusca con el devenir de los años pasaron a ser los Condes de Creixell, y se hicieron construir su residencia, capilla incluida, junto a una masía ya existente. La vivienda recibió el nombre de “La Casa Gran” por la desmesura de sus proporciones en comparación con las de la casa de los masoveros adyacente, mucho más pequeña. Desde La Casa Gran, no muy lejos de Torre Gargallo, se divisa toda la Vega del Moll.
Los Brusca, después Condes de Creixell, son la familia que generó el gran tronco de los señores de Ortells, siendo el más relevante de sus miembros Dalmaci Creixell, que en 1212 tomó parte en la batalla de las Navas de Tolosa, donde murió heroícamente. Más adelante los Sagarriga (alt Ampurdá) entroncan con los Creixell y luego con los Brusca. También resaltan Francesc de Sagarriga quién fue gobernador de Mallorca, el Rosellón y la Cerdaña o su hijo Pere Sagarriga, Arzobispo de Tarragona, que participó como compromisario de Caspe. Por último se unieron con los Mezquita de Teruel (barones de la pobadilla) que provenían del militar Valeriano Mezquita quién ayudó a Felipe V en la lucha contra el ejército austracista 
Casa Gran, construida enteramente en piedra, consta de 3 plantas siendo la intermedia la planta noble donde el señor feudal tenía su salón y dependencias personales. También tenía una imponente torre en el ala izquierda que se perdió con los años.
Destaca el gran arco de acceso con los escudos de las familias brusca, despuig y sagarriga.
Además de esta casa los Señores de Ortells tenían su castillo feudal de Ortells y el palacio gótico de la calle Blasco de Alagón en Morella. No obstante a partir del s xix mudan su residencia habitual a Benicarló, siendo la célebre casa de los Borrás su centro de operaciones y quedando las posesiones morellanas para el verano.